# مالینوفکا (سرزمین پریمورسکی)
مالینوفکا (روسی: Малиновка) یک رودخانه در سرزمین پریمورسکی کشور روسیه است.